# طب الطوارئ الدولي
طب الطوارئ الدولي هو تخصص فرعي من طب الطوارئ لا يركز فقط على الممارسة العالمية لطب الطوارئ ولكن أيضا على الجهود المبذولة لتعزيز تطور الرعاية الطارئة كفرع من فروع الطب في جميع أنحاء العالم. يشير مصطلح طب الطوارئ الدولي عمومًا إلى نقل المهارات والمعرفة - بما في ذلك المعرفة بعمليات الإسعاف والجوانب الأخرى للرعاية قبل دخول المستشفى - من الأنظمة الطبية الطارئة المتقدمة (EMSs) إلى الأنظمة الأقل تطورًا. ومع ذلك، فقد تم انتقاد هذا التعريف على أنه متناقض، نظرًا للطبيعة الدولية للطب وعدد الأطباء العاملين على المستوى الدولي. من وجهة النظر هذه، يُوصف طب الطوارئ الدولي بشكل أفضل بأنه التدريب المطلوب وواقع ممارسة التخصص خارج البلد الأصلي.
لقد كان طب الطوارئ من التخصصات الطبية المُعترف بها في الولايات المتحدة وغيرها من البلدان المتقدمة منذ ما يقرب من أربعين سنة، على الرغم من أن نظم الإدارة البيئية لهذه البلدان لم تصبح ناضجة بالكامل حتى أوائل التسعينات. عند هذه النقطة، حول بعض ممارسيها اهتمامهم من تطوير التخصص في المنزل إلى تطويره في الخارج، مما أدى إلى ولادة دواء الطوارئ الدولية. وبدأوا في دعم نمو طب الطوارئ في جميع أنحاء العالم، وذلك من خلال المؤتمرات ومنظمات الطب الطارئ الوطنية والإقليمية ومنظمات الإغاثة والتنمية ومنح الطب الدولية في حالات الطوارئ وتبادل الأطباء ونقل المعلومات وتطوير المناهج الدراسية.
معظم البلدان النامية تتخذ خطوات لتطوير طب الطوارئ كتخصص خاص بذاتة، وتطوير آليات الاعتماد، وتشجيع تطوير برامج التدريب على طب الطوارئ. اهتمامهم هو نتيجة لتحسين الرعاية الصحية، وزيادة التحضر، والشيخوخة السكانية، وارتفاع عدد الوفيات الناجمة عن حوادث المرور، وزيادة الوعي بأدوية الطوارئ بين مواطنيها. بالإضافة إلى ذلك، فإن طب الطوارئ مفيد في التعامل مع الأمراض الحساسة للوقت، وكذلك تحسين الصحة العامة من خلال التطعيمات والتدخلات والتدريب وجمع البيانات. البلدان التي تفتقر إلى نظام الخدمات الطبية الإسعافية
الناضجة تقوم بتطوير طب الطوارئ كتخصص حتى يتمكنوا من وضع برامج التدريب وتشجيع طلاب الطب على المتابعة في فترة التخصص في الطب في طب الطوارئ.
وتشمل بعض التحديات التي يواجهها طب الطوارئ الدولي برامج تدريب غير ناضجة أو غير موجودة، ونقص في وسائل النقل المناسبة في حالات الطوارئ، ونقص في الموارد لتمويل تطوير طب الطوارئ، وغياب البحوث التي يمكن أن تخبر البلدان النامية بكيفية إنفاق الموارد على أفضل وجه يخصص لطب الطوارئ. بالإضافة إلى ذلك، فإن المعايير والطرق المستخدمة في البلدان ذات نظم الإدارة البيئية الناضجة ليست مناسبة دائمًا للاستخدام في البلدان النامية بسبب نقص البنية التحتية أو نقص الأموال أو التركيبة السكانية المحلية. سيارات الإسعاف، معيار الدولة المتقدمة، باهظة التكاليف وليست عملية بالنسبة لظروف الطرق الموجودة في العديد من البلدان؛ بدلا من ذلك، يتم استخدام مجموعة متنوعة من وسائط النقل. وعلاوة على ذلك، وبدلاً من الأدوية والمعدات باهظة الثمن، غالبًا ما تختار البلدان النامية أن تكون أرخص إذا كانت هناك بدائل أقل فعالية. على الرغم من أنه قد يبدو أن زيادة توافر الدواء الطارئ يجب أن يحسن الصحة، إلا أن هناك القليل من الأدلة التجريبية لدعم هذا الادعاء بشكل مباشر أو للإشارة إلى الأساليب الأكثر فعالية في تحسين صحة المريض. يسعى الطب مسند بالدليل إلى معالجة هذه المشكلة من خلال دراسة آثار التدخلات المختلفة بدقة بدلاً من الاعتماد على المنطق أو التقاليد.

## لمحة عامة

### التعريف
التعريف الأكثر قبولا من طب الطوارئ الدولي هو أنه «مجال طب الطوارئ المعني بتطوير طب الطوارئ في بلدان أخرى.»  في هذا التعريف، تشير «دول أخرى» إلى الدول التي ليس لديها نظام رعاية الطوارئ الناضج (مثال على ذلك أطباء الطوارئ المعتمدين من مجلس الإدارة وطب الطوارئ الأكاديم، من بين أمور أخرى). وشملت هذه الدول بعضًا من تلك التي تم تطويرها بشكل كامل ولكنها تفتقر إلى نظام طبي طارئ كامل، مثل أرمينيا والصين وإسرائيل ونيكاراغوا والفلبين. يمكن تقسيم العمل في طب الطوارئ الدولي إلى فئتين رئيسيتين:
- 1) تعزيز طب الطوارئ كتخصص معترف به وراسخ في بلدان أخرى.
- 2) تقديم المساعدات الإنسانية.[2]

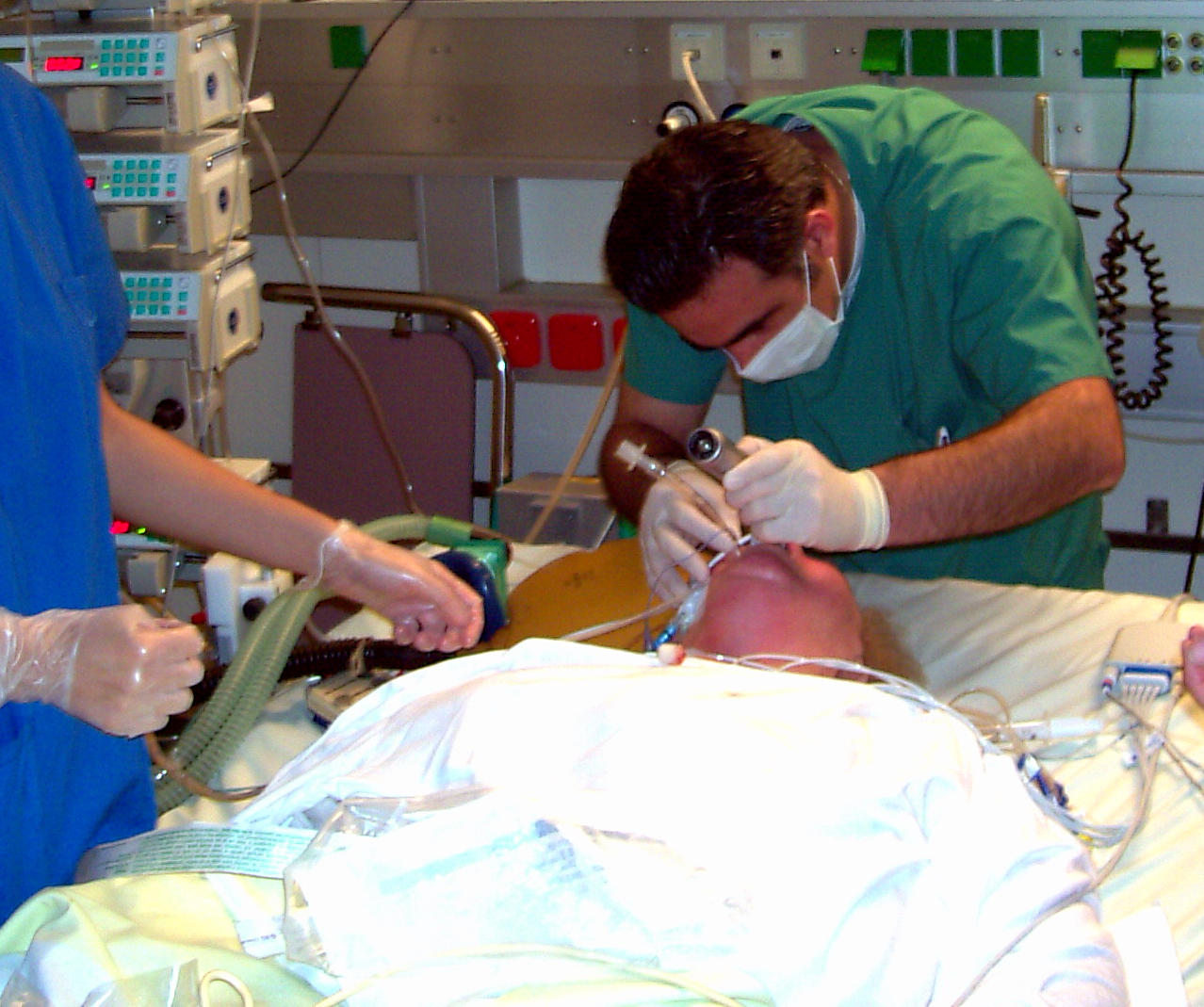
التدخل في حالات الطوارئ

وانتقد ويليام بورديك، ومارك هاوسوالد، وكينيث إيسيرسون التعريف المذكور أعلاه على أنه متناقض، نظرًا للطبيعة الدولية للطب وعدد الأطباء العاملين على المستوى الدولي. من وجهة النظر هذه، فإن طب الطوارئ الدولي لا يقتصر فقط على تطوير أنظمة طبية طارئة، ولكن بدلاً من ذلك يوصف بشكل أفضل بأنه التدريب المطلوب وواقع ممارسة التخصص خارج البلد الأصلي.

### التاريخ

#### طب الطوارئ
طب الطوارئ هو تخصص تم تطويره لأول مرة في الولايات المتحدة في الستينيات. بالنسبة للولايات المتحدة، أدى العدد المرتفع من حوادث السير وغيرها من حوادث الحوادث في الستينيات إلى الحصول على ورقة بيضاء من الأكاديمية الوطنية للعلوم. كشفت عن عدم كفاية نظام الطوارئ الطبية الحالي وأدت إلى إنشاء خدمات طبية طارئة حديثة. وتبع ذلك المملكة المتحدة وأستراليا وكندا وهونغ كونغ وسنغافورة بعد ذلك بفترة وجيزة، لتطوير أنظمة طب الطوارئ الخاصة بها في السبعينيات والثمانينيات.

#### بداية من التخصصات الفرعية
بحلول أوائل التسعينيات، كانت أنظمة الطوارئ الطبية في الولايات المتحدة والمملكة المتحدة وأستراليا وكندا وهونغ كونغ وسنغافورة ناضجة إلى حد كبير، مما دفع بعض الممارسين إلى التركيز على تطوير التخصص في البلدان الأخرى. وهكذا بدأ الطب الطارئ الدولي كتخصص فرعي في التسعينيات، على الرغم من أن بعض الجهود المعزولة لتحقيق بعض أهدافه قد تمت في أواخر الثمانينات. كانت هناك عدة أسباب لزيادة الاهتمام الذي كان لدى هؤلاء الممارسين في تطوير طب الطوارئ في الخارج. واحد هو التناقض بين نظم الإدارة البيئية في بلدانهم ونظم الإدارة البيئية في البلدان الأخرى. وكان آخر ثورات عام 1989، إسقاط الأنظمة الاستبدادية، التي سهلت انتشار الأفكار الجديدة، مثل طب الطوارئ.

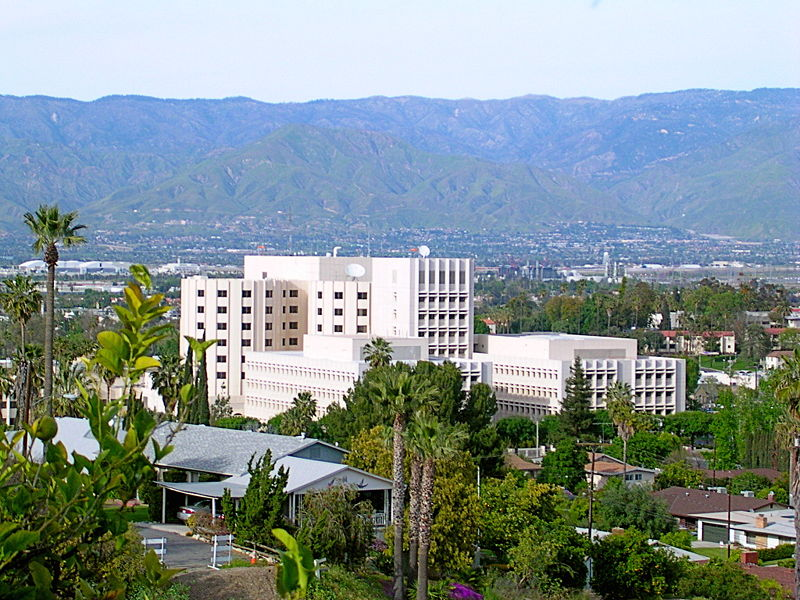
المركز الطبي بجامعة لوما ليندا. في عام 1994، أنشأت جامعة لوما ليندا أول زمالة طب الطوارئ الدولية في العالم.

وقد تم إطلاق مؤتمرين دوليين حول طب الطوارئ في الثمانينيات من القرن العشرين، وهما المؤتمر الدولي لطب الطوارئ (ICEM) ومؤتمر الجمعية العالمية للكوارث وطب الطوارئ (WADEM). تأسس المؤتمر الدولي لطب الطوارئ من قبل الاتحاد الدولي لطب الطوارئ، في حين بدأت الجمعية العالمية للكوارث وطب الطوارئ من قبل منظمة تحمل الاسم نفسه. بالإضافة إلى ذلك، في تسعينيات القرن الماضي، بدأت العديد من منظمات طب الطوارئ الوطنية والإقليمية في دعم تطوير التخصص في البلدان الأخرى، بما في ذلك الكلية الأمريكية لأطباء الطوارئ، والجمعية الأوروبية لطب الطوارئ، والجمعية الآسيوية لطب الطوارئ.
وعلاوة على ذلك، بدأت البلدان التي لا تتمتع بنظم الإدارة البيئية الناضجة تعتم أكثر بتطويرها. سبب واحد لهذا الاهتمام هو التحسن العام في الرعاية الصحية في هذه البلدان. ومن العوامل الأخرى التوسع العمراني المتزايد في جميع أنحاء العالم والتحول المقابل في التركيز من الأمراض المعدية إلى الصدمات وأمراض القلب التنفسية، التي تدار بشكل أفضل بواسطة طب الطوارئ أكثر من الوقاية. بالإضافة إلى هذه التطورات، أدى الشيخوخة السكانية في العديد من البلدان إلى زيادة الحاجة إلى الخدمات الطبية الطارئة. أيضا الثقافة الأمريكية الشعبية، لا سيما البرامج التلفزيونية،  و«النجاح الواضح لطب الطوارئ» في البلدان ذات نظم الإدارة البيئية الناضجة قادا الجمهور في العديد من البلدان إلى توقع رعاية طبية طارئة أفضل.
كما ساهمت منظمات طب الطوارئ الدولية، سواء أكانت تركز على الإغاثة أو التنمية، في نمو التخصص الفرعي. تخدم منظمات الإغاثة، مثل منظمة أطباء بلا حدود أو أميريكيرز، البلدان التي لا توجد بها نظم الخدمات الطبية الإسعافية سريعة عند حدوث كوارث صحية. تعمل هذه المنظمات أيضًا على «تحسين صورة التخصص في نظر الجمهور الدولي». تساعد بعض منظمات التنمية، مثل منظمة الطوارئ الدولية أو الاتحاد الدولي لطب الطوارئ، في إنشاء وتطوير أنظمة الرعاية الطارئة في البلدان الأخرى من خلال توفير «المساعدة التعليمية والتنظيمية المستمرة».

### طب الطوارئ في العالم النامي
كانت حوادث السيارات من العوامل الرئيسية التي أدت إلى تطوير طب الطوارئ في الولايات المتحدة والمملكة المتحدة وأستراليا وكندا وهونغ كونغ وسنغافورة، وهي عامل رئيسي في قيادة الدول لتطوير أنظمة الطوارئ الطبية الخاصة بها اليوم. تمثل حوادث التصادم هذه السبب الرئيسي للوفاة بين المراهقين والشباب، حيث تحدث غالبية الوفيات في العالم النامي. في العقود الأخيرة، بينما انخفضت الوفيات الناجمة عن حوادث المرور في الدول الصناعية، فقد كانت في ارتفاع في البلدان النامية. علاوة على ذلك، تميل الدول النامية إلى أن يكون لديها نسبة أعلى من الوفيات لكل عدد من المركبات لأسباب مختلفة، بما في ذلك انخفاض معايير السلامة للمركبات. إن الافتقار إلى الرعاية الطارئة المتاحة في العديد من البلدان النامية لا يؤدي إلا إلى تفاقم هذه المشكلة. هذا المعدل الأعلى للوفيات الناجمة عن الحوادث لكل مركبة موجود على الرغم من حقيقة أن عدد السيارات في آسيا وأفريقيا أقل من الغرب. أوديرو وآخرون. يجادلون بأن هذا يدل على الحاجة إلى تحسين الرعاية الطبية الطارئة.

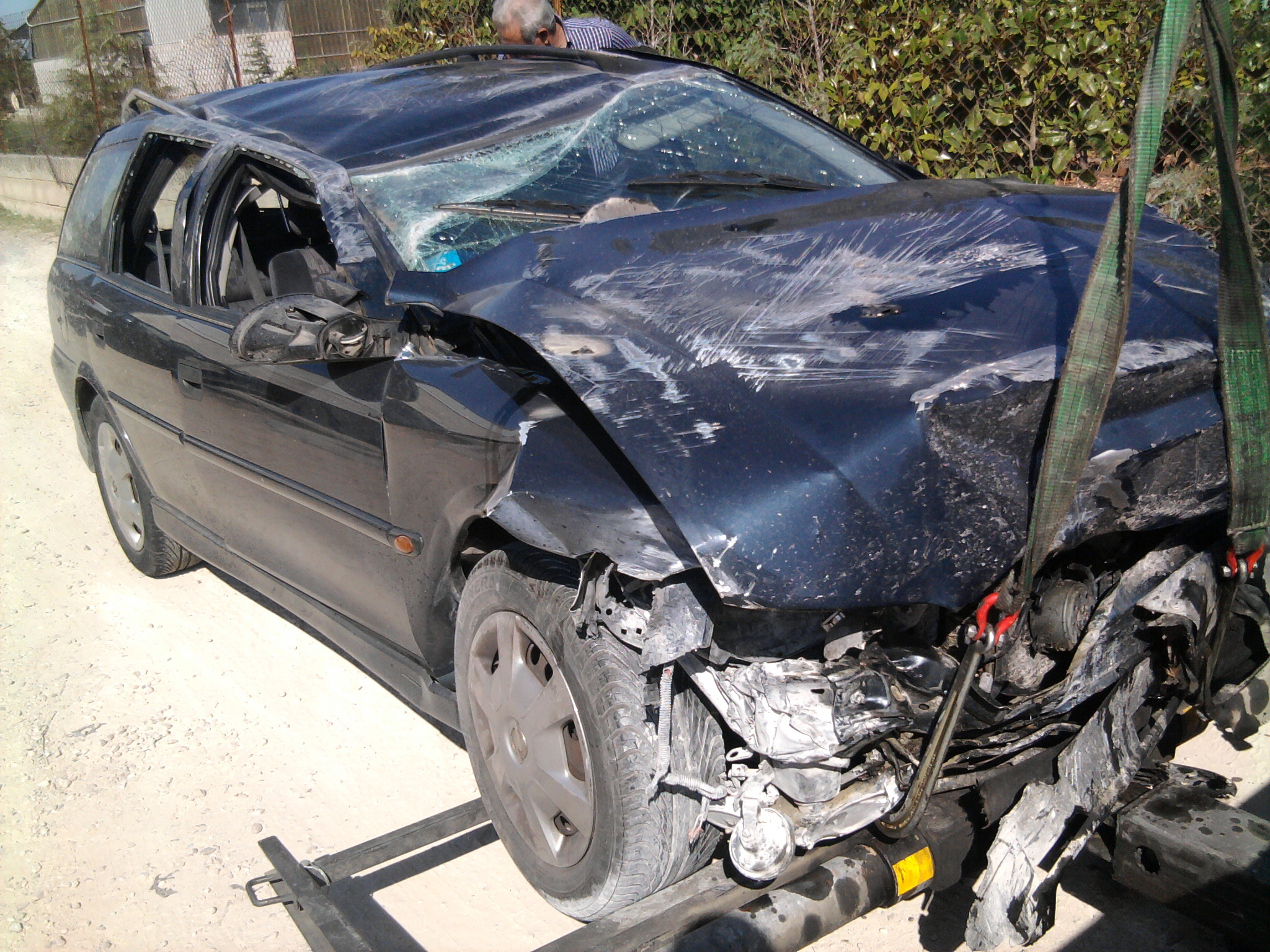
ومن المرجح أن تكون حوادث السيارات مثل هذه الحوادث قاتلة في البلدان النامية منها في البلدان المتقدمة.

الرعاية الطبية في حالات الطوارئ تنطبق على غيرها من المشاكل الصحية الحادة كذلك. العديد من الأمراض التي تحتوي على عناصر حساسة للوقت شائعة في البلدان النامية، بما في ذلك العدوى الشديدة، ونقص الأكسجين الناجم عن التهابات الجهاز التنفسي، والجفاف الناجم عن الإسهال، والإصابات المتعمدة وغير المتعمدة، ونزيف ما بعد الولادة، واحتشاء عضلة القلب الحاد. هذه قد تكون ظروفًا تعرض الحياة للخطر، ومع ذلك، فإن العلاج الفعال غير متاح في كثير من الأحيان للعديد من سكان العالم.
على سبيل المثال، وجدت دراسة أجريت عام 2008 حول الأنظمة الطبية في زامبيا والتي نشرتها الجمعية الدولية لأبحاث التخدير أن 50٪ فقط من المستشفيات لديها نظام طبي طارئ يقوم بنقل المرضى. فقط 24 بالمائة من سيارات الإسعاف تحمل الأكسجين، بينما يحمل 40 بالمائة فقط من أي نوع من أنواع المخدرات. علاوة على ذلك، كان 29 سريرًا للعناية المركزة متوفرًا في جميع المستشفيات التي شملتها الدراسة، ولم يتم العثور عليها إلا في المستشفيات الكبرى. هذا يعني أن غالبية المرضى المصابين بأمراض خطيرة يتلقون الرعاية في عنابر المستشفيات العامة.
أندرسون وآخرون. يجادل أنه يمكن أن يلعب دواء الطوارئ دورًا هامًا في الصحة العامة بالإضافة إلى الرعاية الحادة. يمكن إعطاء التطعيمات للعديد من الأمراض مثل الخناق والكزاز والسعال الديكي من قبل أقسام الطوارئ، ويمكن استهداف المرضى لتدخلات محددة مثل تقديم المشورة في حالات تعاطي المخدرات، ويمكن الكشف عن حالات مثل ارتفاع ضغط الدم وعلاجها. أقسام الطوارئ هي مواقع ممتازة لتدريب مقدمي الرعاية الصحية وجمع البيانات، بسبب العدد الكبير من المرضى. كما يحسن الطب في حالات الطوارئ الصحة العامة من خلال الوقاية من تطور المرض الثانوي من العرض الأولي (الأعراض الأولية)، وهو بمثابة خط الدفاع الأول في سيناريوهات الكوارث.

### نماذج من الرعاية في حالات الطوارئ
هناك نوعان أساسيان من طب الطوارئ: النموذج الأنجلو أمريكي، الذي يعتمد على «جلب المريض إلى المستشفى»، والنموذج الفرنسي الألماني، الذي يعمل من خلال «إحضار المستشفى إلى المريض». وهكذا، في النموذج الأنجلو أميركي، يتم نقل المريض بسرعة من قبل مقدمي الخدمات من غير الأطباء إلى رعاية نهائية مثل قسم الطوارئ في المستشفى. على العكس من ذلك، فإن النهج الفرنسي الألماني لديه طبيب، غالبًا طبيب التخدير، يأتون للمريض ويقدمون الرعاية اللازمة لتحقيق الاستقرار في هذا المجال. ثم يتم تقسيم المريض مباشرة إلى القسم المناسب في المستشفى. وينظر إلى النموذج الأنجلو أمريكي في دول مثل أستراليا وكندا وأيرلندا ونيوزيلندا والمملكة المتحدة والولايات المتحدة، في حين أن النموذج الفرنسي الألماني موجود في الدول الأوروبية مثل النمسا وفرنسا وألمانيا وبولندا البرتغال وروسيا. وقد تم إنشاء معظم أنظمة الطوارئ الطبية، بما في ذلك أنظمة الصين واليابان والفلبين وكوريا الجنوبية وتايوان، على طول الخطوط الأنجلو أمريكية، ولكن لا يوجد سوى القليل من العمل لإثبات ميزة أي من النظامين.
انتقد جيفري أرنولد وجيمس هوليمان استخدام هذه الواصفات للأنظمة الطبية الطارئة كإفراط في التبسيط ومصدر جدال لا داعي له. بدلاً من ذلك، اقترح أرنولد وهوليمان أن يتم استخدام مجموعات أخرى، مثل تصنيف الأنظمة الطبية الطارئة على أنها تتبع نموذجًا متخصصًا أو متعدد التخصصات. وستشمل الأنظمة المتخصصة تلك التي تضم أطباء مكرسة لطب الطوارئ، في حين تشمل الأنظمة متعددة التخصصات تلك التي تعتمد على أطباء من تخصصات أخرى لتوفير الرعاية في حالات الطوارئ. سيسعى مثل هذا النهج إلى تصنيف الرعاية السابقة للمستشفى بشكل منفصل عن الأنظمة داخل المستشفى. ضمن فهم أرنولد وهوليمان لنماذج الرعاية الطارئة، هناك أيضًا اعتراف بأن النماذج الغربية الحالية قد تكون غير كافية في سياق الدول النامية. على سبيل المثال، وجد تحليل للتكلفة والعائد أن إنشاء نظام الخدمات الطبية الإسعافية في كوالا لمبور والذي استوفى المعايير الأمريكية للاستجابة لتوقف القلب (85 بالمائة من المرضى يتلقون عملية إزالة الرجفان في غضون 6 دقائق) سيكلفان 2.5 مليون دولار أمريكي وسيوفران فقط أربعة حيوات سليمة عصبيًا كل عام. المتغير الأساسي المسؤول عن تلك النتيجة هو الديموغرافيا الشبابية نسبيًا في كوالا لامبور، وهذا يعني أن عدداً قليلاً نسبيًا من الوفيات المرتبطة بأمراض القلب تحدث.
ويمكن رؤية مثال على دولة نامية تنشئ نموذجها الخاص من طب الطوارئ في جنوب البرازيل. تم دمج عناصر من كلا النموذجين التقليديين الرئيسيين، مع نظام الخدمات الطبية الإسعافية يتبع التأثيرات الفرنسية وسيارات الإسعاف التي يعمل بها الأطباء، في حين أن هناك مقاربة أمريكية لتدريب الإقامة الطبية الطارئة.

## دور النظام الصحي العام

### الدول المتقدمة
في البلدان المتقدمة، أصبحت برامج التدريب المتعلقة تحديدًا بالممارسة الدولية لطب الطوارئ متاحة الآن في العديد من أماكن الإقامة في طب الطوارئ. المناهج الدراسية التي يجب أن تغطيها مثل هذه البرامج كانت موضوع الكثير من النقاش. إن رعاية المرضى، والمعرفة الطبية، والتعلم القائم على الممارسة، ومهارات الاتصال، والمهنية، والممارسة القائمة على النظام هي الكفاءات الأساسية الست المطلوبة للبرامج التي وافق عليها مجلس الاعتماد للتعليم الطبي للخريجين، ولكن تطبيق هذه الأهداف يمكن أن يتخذ أشكالاً عديدة. إن اتساع نطاق المهارات اللازمة في طب الطوارئ الدولي يجعل من غير المحتمل أن يلبي أحد البرامج الموحدة الاحتياجات التدريبية لكل سيناريو. وجدت دراسة أسترالية أن الموضوعات الرئيسية التي تغطيها برامج الزمالة في الولايات المتحدة هي تطوير أنظمة الطوارئ الطبية، والإغاثة الإنسانية، وإدارة الكوارث، والصحة العامة، والسفر والطب الميداني، وإدارة البرنامج، والمهارات الأكاديمية. يجادل مؤلفوها بأن محاولة تغطية كل هذه المجالات قد تكون غير واقعية وأن التركيز الأكثر استهدافًا على اكتساب المهارات الضرورية قد يكون أكثر إنتاجية.
بعد الانتهاء من هذا التدريب، أو حتى من دون أي تدريب على نظام الإدارة البيئية، فإن العمل في الدول الأخرى أو زياراتها هو أحد الطرق التي يمكن للأطباء المشاركة فيها في مجال طب الطوارئ الدولي. يختار بعض الأطباء متابعة حياتهم المهنية في الخارج، بينما يختار آخرون رحلات أقصر. على سبيل المثال، قضى فريق من الأطباء الأمريكيين سبعة أشهر للمساعدة في إنشاء قسم جديد للطوارئ وبرنامج إقامة طوارئ في مدينة هانغتشو، الصين. مثل هذه التبادلات يمكن أن تكون مفيدة للطرفين. على سبيل المثال، حصل 23 إلى 28 في المائة من جميع الأطباء في أستراليا والولايات المتحدة والمملكة المتحدة وكندا على تدريبهم في كليات الطب خارج البلد الذي يمارسون فيها حاليًا.

### الدول النامية
إن تجربة طب الطوارئ الدولي في البلدان النامية هي في بعض الأحيان مختلفة تمامًا عن تجربة الدول المتقدمة. اعتبارا منذ عام 2000، حاولت البلدان النامية إنشاء أنظمة فعالة للرعاية وبرامج متخصصة معترف بها بمساعدة من مقدمي الرعاية الصحية من العالم المتقدم. في عام 2005، لم يكن هناك سوى عدد قليل من البلدان ذات النظم الطبية الطارئة المتقدمة، وعدد أكبر بكثير (أكثر من 50) التي كانت في طور تطوير هذه الأنظمة. تبدأ عملية التطوير عادة في الأوساط الأكاديمية ورعاية المرضى، تليها الشواغل الإدارية والاقتصادية، وأخيرًا السياسة الصحية وجداول الأعمال.

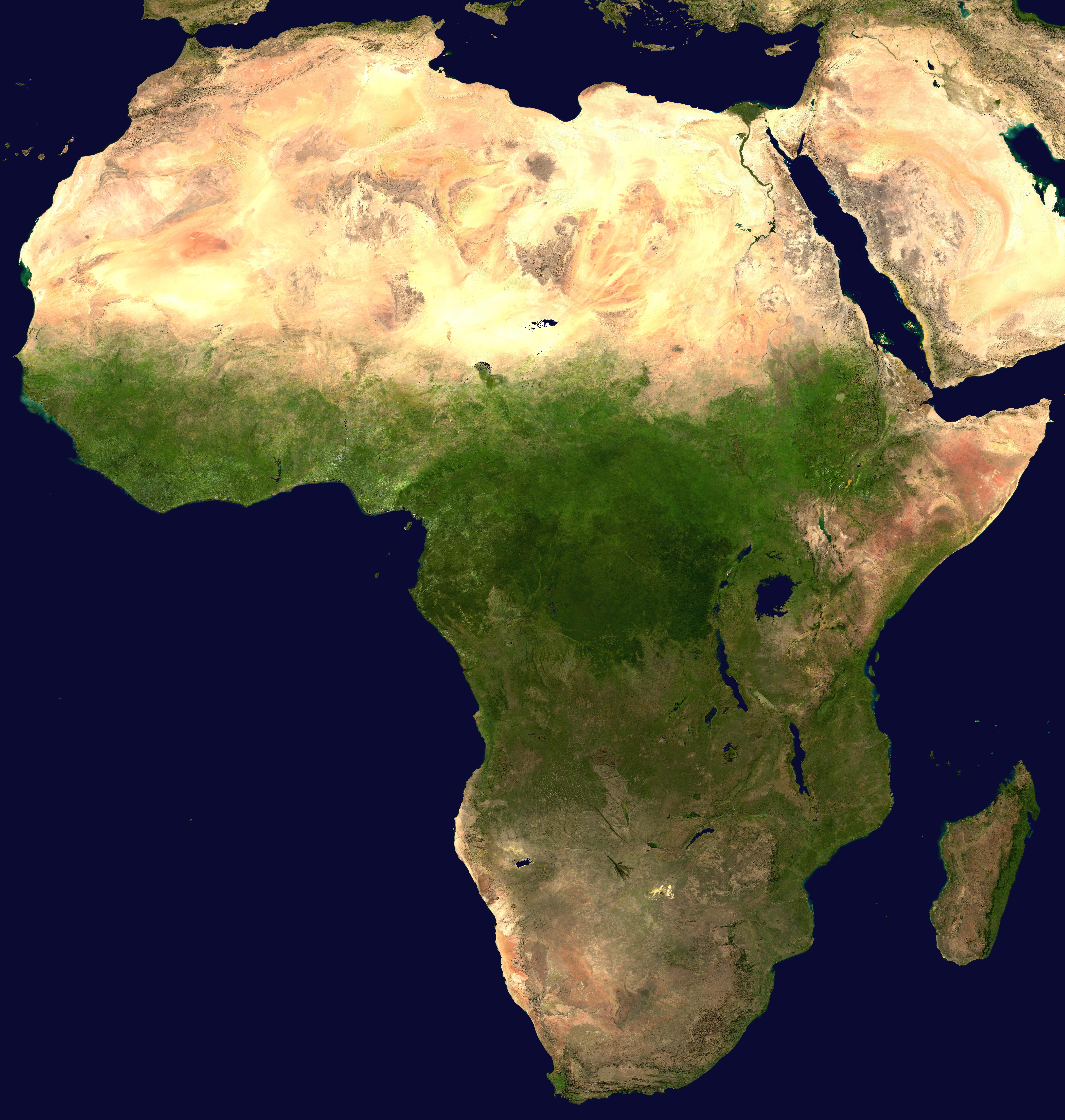
ووفقًا لـ ألاجابن وآخرون، فإن إفريقيا هي القارة الأكثر احتياجًا لتطوير أنظمة طبية طارئة.

وبالنظر إلى الموارد المحدودة للعديد من الدول النامية، فإن التمويل يؤثر بشكل حيوي على مدى تناسب طب الطوارئ مع النظام الصحي. تعتبر الرعاية الوقائية جزءاً مهماً من الرعاية الصحية في البلدان النامية، وقد يكون من الصعب تخصيص ميزانية طب الطوارئ دون التقليل من تلك الموارد. هذه مشكلة خاصة للدول الأكثر فقرا مثل زامبيا، التي كان نصيب الفرد من نفقاتها الصحية 23 دولار أمريكي في عام 2003. وبغض النظر عن مقدار الرعاية الوقائية المتاحة، فإن المشاكل الصحية التي تتطلب اهتماما فوريًا ستحدث، ويمكن أن تزيد البرامج الطبية في حالات الطوارئ من إمكانية الحصول على الرعاية. كوبسانيي وآخرون. يجادلون بأن التوسع في طب الطوارئ لا يحتاج إلى أن يكون باهظًا بشكل غير معقول، خاصة إذا ركزت البلدان النامية على علاجات منخفضة التكلفة ولكن فعالة يديرها المستجيبون الأوائل.

## مبادرات لتوسيع طب الطوارئ

### تطوير المناهج
هوبجود وآخرون جادلوا بأن أحد المكونات الرئيسية في تجهيز الدول لتطوير أنظمة طبية طارئة هو تحديد جوانب التدريب الضرورية لمقدمي الرعاية الصحية. من وجهة نظرهم، فإن المنهج المعياري مفيد في تحديد القضايا الأساسية، حتى لو كانت لدى البلدان احتياجات وموارد مختلفة للغاية. لمعالجة هذا الهدف، طور الاتحاد الدولي لطب الطوارئ منهجًا نموذجيًا في عام 2009. تسعى هذه المبادرة إلى توفير الحد الأدنى من المعايير الأساسية التي يمكن تكييفها مع الاحتياجات المحددة لمختلف الدول التي تنفذ التدريب في مجال طب الطوارئ. وهو موجه لجميع طلاب الطب من أجل إنتاج الحد الأدنى من الكفاءة في الرعاية الطارئة لجميع الأطباء، بغض النظر عن تخصصهم.

### نقل المعرفة
البلدان التي لديها عقود من الخبرة في أنظمة الطوارئ الطبية الشاملة لديها خبرة في أن الدول التي بدأت للتو برامج الطوارئ الطبية تفتقر إليها. وبالتالي، هناك فرصة كبيرة لنقل المعرفة لمساعدة البرامج الحديثة التأسيس. ويمكن إجراء هذه التحويلات إما من مسافة أو شخصيا. على سبيل المثال، أرسلت زمالة طب الطوارئ الدولية في جامعة تورنتو فريقًا من ثلاثة أشخاص إلى كلوج نابوكا، رومانيا، لتعزيز التطوير المحلي لطب الطوارئ. تم إجراء تقييم للوضع الحالي الذي حدد أهدافًا للتحسين في تنظيم النباتات الفيزيائية وتدفق المرضى؛ التوظيف، وتعليم الموظفين، والمعدات، والأدوية والإمدادات؛ وممارسات مكافحة العدوى. بعد هذه التعيينات، تم وضع خطط بشأن هذه المجالات بالتعاون ثم تنفيذها جزئيا من خلال رحلات التبادل الدولي.
وهناك قناة أخرى لنقل المعرفة وهي المؤتمر الدولي لطب الطوارئ، وهو مؤتمر يعقد كل سنتين لأطباء الطوارئ في جميع أنحاء العالم من قبل الاتحاد الدولي لطب الطوارئ (IFEM). في عام 2012، عقد المؤتمر في دبلن، أيرلندا. تأسست المنظمة في عام 1991 من قبل أربع منظمات طبيب الطوارئ الوطنية: الكلية الأمريكية لأطباء الطوارئ، والرابطة البريطانية لطب الطوارئ، والرابطة الكندية لأطباء الطوارئ، وكلية طب الطوارئ الأسترالية. تدور المؤتمر بين الأعضاء المؤسسين حتى عام 2010، عندما عُقد في سنغافورة. تم قبول العديد من الأعضاء الجدد منذ منتصف التسعينات، عندما قرر الاتحاد الدولي لنقابات الاستثمار فتح العضوية في المنظمات الطبية الطارئة للدول الأخرى؛ المؤتمر سوف يدور لهم أيضا. على سبيل المثال، في عام 2014 سيتم استضافة المؤتمر في هونغ كونغ وسيعقد في عام 2016 في كيب تاون، جنوب أفريقيا.
هناك مؤتمرات أخرى حول طب الطوارئ الدولي أيضًا، بما في ذلك المؤتمر الذي عقده الاتحاد العالمي للكوارث وطب الطوارئ (WADEM) كل عامين منذ عام 1987. ومع ذلك، يركز الاتحاد العالمي للكوارث وطب الطوارئ بشكل أكبر على طب الكوارث من تطوير نظام الطب العاجل، والعديد من أطباءها الأعضاء ليسوا متخصصين في طب الطوارئ. بالإضافة إلى ذلك، استضافت الجمعية الأوروبية لطب الطوارئ (EuSEM) مؤتمرا سنويا منذ عام 1998. كما تنشر الجمعية الأوروبية لطب الطوارئ المجلة الأوروبية لطب الطوارئ، وتضع توصيات لمعايير طب الطوارئ لدول أوروبية، وتدعم مركز تدريب على طب الكوارث وبرنامج درجة في سان مارينو. تعقد الجمعية الآسيوية لطب الطوارئ (الجمعية الآسيوية)، التي تأسست في عام 1998، مؤتمرها الخاص الذي يعقد مرة كل سنتين. بالإضافة إلى ذلك، تقوم الجمعية الآسيوية، مثل الجمعية الأوروبية لطب الطوارئ، بتطوير توصيات المناهج الدراسية للبلدان الآسيوية.

### تطوير طب الطوارئ كتخصص
إن إحدى طرق دفع الرعاية الطبية الطارئة هي الحصول على اعتراف طب الطوارئ كتخصص في البلدان التي تفتقر إليه في الوقت الحالي. بدون هذا الاعتراف، من الصعب وضع برامج تدريب أو توظيف الطلاب المحتملين، حيث يواجهون عدم اليقين من التدريب للحصول على الاعتماد الذي قد ينتهي بهم الأمر عديمة الفائدة لهم. يزيد الاعتراف من مكانة ومكانة المهنة ويعزز الجهود الأخرى للنهوض بتنميتها. قد تكون بوتسوانا بمثابة دراسة حالة. وقد رافق اعترافه الأخير بطب الطوارئ كتخصص بقرب إنشاء جمعية بوتسوانا للرعاية في حالات الطوارئ، وإنشاء مركز تدريب الإنعاش ومركز أبحاث الحوادث في جامعة بوتسوانا، وتشكيل لجنة لتصميم سياسة وطنية للرعاية ما قبل المستشفى.
هناك طريق بديل لتطوير طب الطوارئ هو توفير تدريب إضافي للمتخصصين الآخرين لتجهيزهم لممارسة الطب في حالات الطوارئ. وهذا ينطوي على فائدة التنفيذ السريع، لأن الأطباء الذين تم تدريبهم بالفعل في مجالات أخرى يمكن أن يضيفوا مهارات الطوارئ الضرورية إلى ذخيرتهم. ومع ذلك، فإنه بعد التوسع الأولي، يصعب على الطب العاجل أن يتقدم أكثر في الدول التي تتبنى هذه الاستراتيجية، حيث أن الممارسين المعينين يتعرفون أكثر على تخصصهم الأصلي ويكون لديهم حافز أقل للاستمرار في الضغط من أجل المزيد من الابتكارات في طب الطوارئ.

## التحديات

### تدريب
لا تتوفر فرص التعليم في طب الطوارئ في العديد من البلدان، وحتى في حالات الطوارئ، فهي غالبًا ما تكون في مهدها. افتتحت بوتسوانا أول مدرسة طبية لها في عام 2009، مع برنامج في طب الطوارئ في عام 2011. يهدف البرنامج إلى تدريب أربعة إلى ستة أطباء في طب الطوارئ كل عام. تعني القيود المفروضة على التدريب داخل البلد أن البرنامج يشمل ستة أشهر من التدريب في أحد المواقع الدولية. تم تصميم البرنامج على غرار برنامج جنوب أفريقيا بسبب أوجه التشابه في قيود الموارد وأعباء المرض وحرص كلية طب الطوارئ في جنوب أفريقيا وجمعية طب الطوارئ في جنوب أفريقيا لدعم التوسع في طب الطوارئ. مطلوب عامين من الممارسة السريرية قبل الدخول إلى برنامج الإقامة، كما هو الحال في نهجين جنوب أفريقيا وأستراليا.

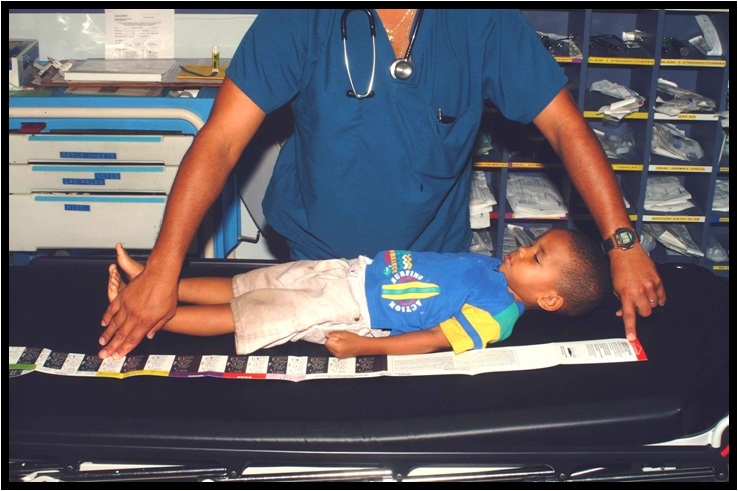
شريط بروسلو

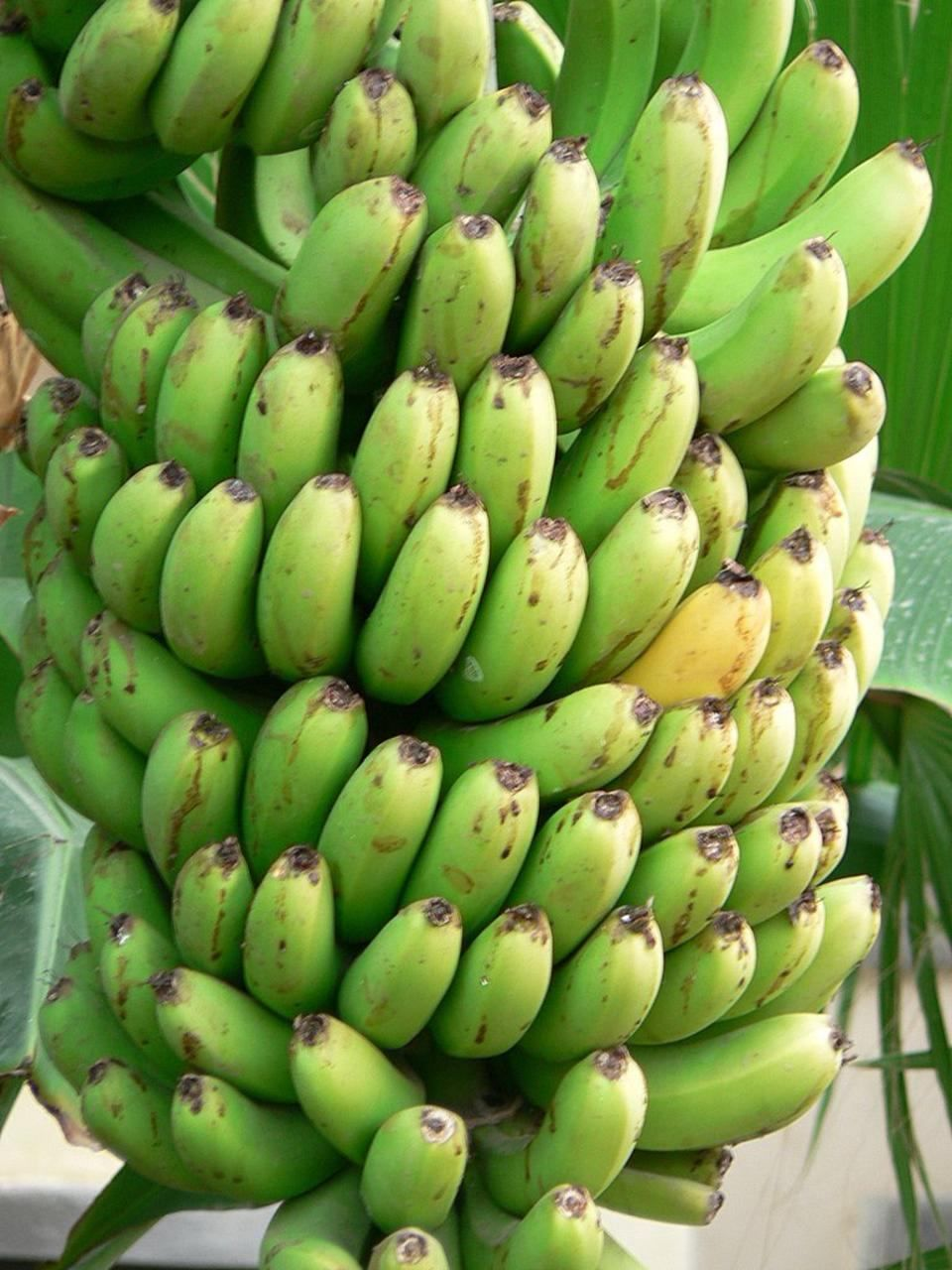
الموز الأخضر

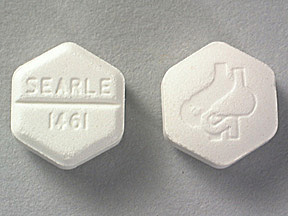
حبوب ميزوبروستول

للتعامل مع هذا النقص في فرص التعليم، سكوت وينر وآخرون. تشير إلى أن البلدان ذات النظم الطبية الطارئة المتقدمة يجب أن تركز على تدريب المدربين. ويعتقد أن هذا هو نهج مستدام لتعزيز تطوير طب الطوارئ في جميع أنحاء العالم. وهي تعمل عن طريق إرسال العاملين في مجال الرعاية الصحية في البلدان المتقدمة لتجهيز مجموعة صغيرة من المتدربين بالمهارات اللازمة لتدريس المفاهيم للآخرين. على هذا النحو، قد تكون قادرة على الاستفادة من رؤى أنظمة الطوارئ الطبية المتقدمة مع البقاء المستدامة، حيث يستمر المدربون المدربون حديثًا في نشر المعرفة. تعد مبادرة طب الطوارئ في توسكان مثالاً على ذلك، حيث يقوم أطباء من تخصصات أخرى يعملون حاليًا في أقسام الطوارئ بتدريس كيفية تدريس مجموعة جديدة من المتخصصين الطبيين في حالات الطوارئ.

### النقل في حالات الطوارئ
والقيود المفروضة على الموارد المتاحة في البلدان النامية واضحة بشكل خاص في مجال النقل الطارئ. سيارات الإسعاف، معيار الدولة المتقدمة، باهظة التكلفة وليست عملية بالنسبة لظروف الطرق الموجودة في العديد من البلدان. في الواقع ، قد لا تكون هناك طرق على الإطلاق. ووجدت إحدى الدراسات أن طرق النقل المتنوعة مثل الزوارق البخارية، والدراجات ذات المقطورات، والدراجة ذات العجلات الثلاثية، والجرارات ذات المقطورات، والمركبات المجددة، وعربات الثور كانت تستخدم في النقل في حالات الطوارئ.
في البلدان النامية الأكثر تقدمًا، يكون إنشاء أنظمة نقل سيارات الإسعاف أكثر جدوى، ولكنه لا يزال يتطلب خبرة وتخطيطًا كبيرين. قبل عام 2004، لم يكن لدى باكستان نظام طبي طارئ منظم. في ذلك العام، تم إطلاق شركة "Rescue 1122" كخدمة طوارئ مهنية قبل المستشفيات، وتمكنت من تحقيق متوسط زمن استجابة قدره 7 دقائ ، مقارنة بوقت استجابة الدول المتقدمة. ومن بين العوامل الحاسمة في نجاحه، التصنيع المحلي للمركبات، وتدريب المدربين على التصديق على فنيي الطوارئ الطبية، واعتماد مواد التدريب للسياق المحلي، والتفرع لتشمل استجابة خدمة الإنقاذ والحرائق في إطار هيكل قيادة موحد.